# Herfried Hoinkes
Herfried Hoinkes (ur. 9 marca 1916 w Bielsku, zm. 4 kwietnia 1975 w Innsbrucku) – austriacki meteorolog i glacjolog.

## Pierwsze lata
Urodził się w Bielsku (dziś Bielsko-Biała) na Śląsku Austriackim. Po maturze studiował przez rok matematykę i fizykę w Królewcu, po czym w 1937 przeniósł się do Innsbrucku, gdzie studiował meteorologię u Arthura Wagnera i w roku 1940 uzyskał doktorat. Habilitował się w 1949 r. pracą Dzienne zmiany ciśnienia i temperatury w dolnej troposferze do wysokości 5 km i ich wzajemne relacje w ujęciu statystyczno-synoptycznym. W 1956 r. zastąpił Alberta Defanta na stanowisku kierownika Instytutu Meteorologii i Geofizyki Uniwersytetu w Innsbrucku.

## Działalność
Hoinkes był jednym z czołowych glacjometeorologów na świecie. Już początkiem lat 40. zajmował się pomiarami lodowców alpejskich. Rozwinął metody meteorologii mikroskalowej pozwalające lepiej określić bilans ciepła masy lodowców. Konieczne było przy tym rozwiązanie licznych problemów pomiarowych, co udało się dzięki zaangażowaniu i oddaniu załogi. Od 1952 r. kierował pomiarami lodowca Hintereisferner w Alpach Ötztalskich, poprzez które nie tylko dokładnie określił jego bilans ciepła i promieniowania, ale także udowodnił, że wiatr lodowcowy nie działa na lód konserwująco, lecz powoduje przyrost jego ciepła. 

Ponieważ zmiany masy lodowca wpływają nie tylko na mikroklimat najbliższego otoczenia, w ostatnich latach Hoinkes skupił się na związkach między ruchami lodowcowymi a wahaniami klimatu. Wspólnie z pracownikami innsbruckiego instytutu meteorologicznego udało mu się rozwinąć metodę pozwalającą na podstawie pomiarów ze stacji klimatycznej w bliskości lodowca określić zmiany w jego masie.
Jego działalność naukowa nie ograniczała się jednak tylko do lodowców alpejskich. Podczas Międzynarodowego Roku Geofizyki 1957–1958 wziął udział w amerykańskiej wyprawie antarktycznej, gdzie powierzono mu prowadzenie stacji badawczej Little America III na Lodowcu Szelfowym Rossa. Miał istotny wkład w badania nad bilansem ciepła i promieniowania Antarktydy.

## Praca publiczna
W latach 1963–1967 Hoinkes był przewodniczącym Międzynarodowej Komisji ds. Śniegu i Lodu Asocjacji Hydrologicznej Międzynarodowej Unii Geodezji i Geofizyki, a potem do 1971 r. jej wiceprzewodniczącym. Po śmierci Raimunda von Klebelsberga w roku 1970 przejął wraz z Hansem Kizlem redakcję „Zeitschrift für Gletscherkunde und Glazialgeologie” („Magazyn Glacjologii i Glacjogeologii”). Był członkiem Niemieckiej Akademii Przyrodników Leopoldina w Halle i członkiem korespondencyjnym Austriackiej Akademii Nauk, Bawarskiej Akademii Nauk oraz Akademii Nauk i Literatury w Moguncji.

## Nagrody
Za swoje osiągnięcia naukowe został odznaczony Austriacką Odznaką Honorową za Naukę i Sztukę I Klasy.